# Fowtbolayin Akowmb Ararat-Armenia 2022-2023
Questa voce raccoglie le informazioni riguardanti l'Ararat-Armenia nelle competizioni ufficiali della stagione 2022-2023.

## Maglie e sponsor
Lo sponsor tecnico per la stagione 2022-2023 è Puma mentre lo sponsor ufficiale è Tashir.
| Prima divisa | Seconda divisa |

## Rosa
| N. |                       | Ruolo | Calciatore         |
| -- | --------------------- | ----- | ------------------ |
| 1  | Armenia (bandiera)    | P     | Hayk Khachatryan   |
| 2  | Brasile (bandiera)    | D     | Alemão             |
| 3  | Colombia (bandiera)   | D     | José Bueno         |
| 4  | Armenia (bandiera)    | D     | Arman Hovhannisyan |
| 5  | Armenia (bandiera)    | D     | Davit Terteryan    |
| 6  | Armenia (bandiera)    | C     | Wbeymar Angulo     |
| 7  | Portogallo (bandiera) | A     | Hugo Firmino       |
| 8  | Armenia (bandiera)    | A     | Geworg Ġazaryan    |
| 9  | Brasile (bandiera)    | A     | Agdon              |
| 9  | Armenia (bandiera)    | A     | Art'owr Serobyan   |
| 10 | Armenia (bandiera)    | C     | Armen Ambartsumyan |
| 11 | Colombia (bandiera)   | A     | Jonathan Duarte    |
| 12 | Kenya (bandiera)      | C     | Amos Nondi         |
| 14 | Capo Verde (bandiera) | C     | Mailson Lima       |
| 15 | Nigeria (bandiera)    | C     | Tenton Yenne       |
| 16 | Armenia (bandiera)    | C     | Edgar Grigoryan    |
| 17 | Nigeria (bandiera)    | A     | Hilary Gong        |

| N. |                           | Ruolo | Calciatore        |
| -- | ------------------------- | ----- | ----------------- |
| 18 | Armenia (bandiera)        | A     | Artëm Avanesjan   |
| 19 | Armenia (bandiera)        | C     | Karen Muradyan    |
| 20 | Kenya (bandiera)          | C     | Alwyn Tera        |
| 21 | Armenia (bandiera)        | C     | Solomon Udo       |
| 22 | Serbia (bandiera)         | D     | Miloš Stamenković |
| 23 | Armenia (bandiera)        | D     | Styopa Mkrtchyan  |
| 25 | Croazia (bandiera)        | D     | Dragan Lovrić     |
| 27 | Nigeria (bandiera)        | A     | Taofiq Jibril     |
| 29 | Nigeria (bandiera)        | A     | Jesse Akila       |
| 30 | Brasile (bandiera)        | D     | Romércio          |
| 32 | Colombia (bandiera)       | D     | Carlos Pérez      |
| 33 | Russia (bandiera)         | P     | Dmitrij Abakumov  |
| 34 | Armenia (bandiera)        | D     | Erik Smbatyan     |
| 36 | Armenia (bandiera)        | C     | Michel Ayvazyan   |
| 45 | Russia (bandiera)         | P     | Vsevolod Ermakov  |
| 55 | Armenia (bandiera)        | D     | Hakob Hakobyan    |
| 88 | Costa d'Avorio (bandiera) | A     | Wilfried Eza      |

## Calciomercato

### Sessione estiva
| Acquisti | Acquisti           | Acquisti    | Acquisti      |
| R.       | Nome               | da          | Modalità      |
| -------- | ------------------ | ----------- | ------------- |
| P        | Vsevolod Ermakov   | Ararat      | svincolato    |
| D        | Hakob Hakobyan     | Urartu      | svincolato    |
| D        | Arman Hovhannisyan | P'yownik    | svincolato    |
| D        | Styopa Mkrtchyan   | BKMA Erevan | fine prestito |
| D        | Miloš Stamenković  | Aqjaıyq     | svincolato    |
| C        | Sargis Shahinyan   | Noah        | fine prestito |
| C        | Tenton Yenne       | Noravank    | definitivo    |
| A        | Agdon              | Varzim      | definitivo    |
| A        | Hugo Firmino       | P'yownik    | svincolato    |
| A        | Geworg Ġazaryan    | P'yownik    | svincolato    |
| A        | Armen Nahapetyan   | BKMA Erevan | fine prestito |

| Cessioni | Cessioni          | Cessioni    | Cessioni   |
| R.       | Nome              | da          | Modalità   |
| -------- | ----------------- | ----------- | ---------- |
| P        | Valerio Vimercati |             | svincolato |
| D        | Diego Barboza     |             | svincolato |
| D        | Jehor Klymenčuk   |             | svincolato |
| D        | Thibaut Lesquoy   | Willem II   | svincolato |
| D        | Serhij Vakulenko  | P'yownik    | svincolato |
| C        | Sargis Shahinyan  | Alaškert    | definitivo |
| A        | Armen Nahapetyan  | Noah        | definitivo |
| A        | Furdjel Narsingh  |             | svincolato |
| A        | Yusuf Otubanjo    | P'yownik    | svincolato |
| A        | Žirayr Šaġoyan    | BKMA Erevan | prestito   |
| A        | Zakaria Sanogo    | JS Kabylie  | svincolato |

### Operazioni tra le due sessioni
| Acquisti | Acquisti       | Acquisti    | Acquisti      |
| R.       | Nome           | da          | Modalità      |
| -------- | -------------- | ----------- | ------------- |
| A        | Jesse Akila    | Plateau Utd | svincolato    |
| A        | Žirayr Šaġoyan | BKMA Erevan | fine prestito |

| Cessioni | Cessioni       | Cessioni   | Cessioni |
| R.       | Nome           | da         | Modalità |
| -------- | -------------- | ---------- | -------- |
| A        | Žirayr Šaġoyan | CSKA Sofia | prestito |

### Sessione invernale
| Acquisti | Acquisti         | Acquisti           | Acquisti      |
| R.       | Nome             | da                 | Modalità      |
| -------- | ---------------- | ------------------ | ------------- |
| D        | Dragan Lovrić    | Kryvbas Kryvyj Rih | svincolato    |
| D        | Carlos Pérez     | Alianza Petrolera  | svincolato    |
| C        | Edgar Grigoryan  | Urartu             | svincolato    |
| C        | Amos Nondi       | Dila Gori          | svincolato    |
| A        | Hilary Gong      | Haugesund          | svincolato    |
| A        | Taofiq Jibril    | Žilina             | svincolato    |
| A        | Art'owr Serobyan | BKMA Erevan        | fine prestito |

| Cessioni | Cessioni           | Cessioni     | Cessioni   |
| R.       | Nome               | da           | Modalità   |
| -------- | ------------------ | ------------ | ---------- |
| D        | Arman Hovhannisyan | Ararat       | definitivo |
| D        | Styopa Mkrtchyan   | BKMA Erevan  | prestito   |
| D        | Romércio           | São Bernardo | svincolato |
| D        | Miloš Stamenković  | Kuban'       | svincolato |
| C        | Wbeymar Angulo     | Alaškert     | prestito   |
| A        | Agdon              | Alaškert     | prestito   |

## Risultati

### Bardsragujn chumb
| Arbitro: | Gasparyan |

|              |           |  |
| Poljakov 59’ | Marcatori |  |

| Erevan 10 novembre 2022, ore 17:00 UTC+4 2ª giornata | Ararat-Armenia | 0 – 0 referto | P'yownik | Stadio dell'Accademia calcistica di Erevan\| Arbitro: \| Nalbandyan \| |
| Arbitro:                                             | Nalbandyan     |               |          |                                                                        |

| Arbitro: | Nalbandyan |

|  |           |                       |
|  | Marcatori | 11’ Firmino 39’ Yenne |

| Arbitro: | Gasparyan |

|          |           |            |
| Díaz 52’ | Marcatori | 34’ Alemão |

| Arbitro: | Hovhannisyan |

|                                     |           |  |
| Firmino 35’ Agdon 55’ Avanesjan 88’ | Marcatori |  |

| Arbitro: | Manukyan |

|  |           |                              |
|  | Marcatori | 33’, 73’ Duarte 60’, 62’ Eza |

| Arbitro: | Nalbandyan |

|                                    |           |  |
| Agdon 18’ Romércio 63’ Firmino 72’ | Marcatori |  |

| Arbitro: | Mahtesyan |

|  |           |           |
|  | Marcatori | 48’ Yenne |

| Arbitro: | Hovhannisyan |

|         |           |  |
| Lima 8’ | Marcatori |  |

| Arbitro: | Nalbandyan |

|  |           |                    |
|  | Marcatori | 45+2’ (rig.) Sabua |

| Arbitro: | Hovhannisyan |

|                             |           |         |
| Otubanjo 9’ Harutyunyan 61’ | Marcatori | 29’ Eza |

| Arbitro: | Manukyan |

|                   |           |               |
| Eza 35’ Yenne 89’ | Marcatori | 42’ Mkrtchyan |

| Arbitro: | Ghaltakchyan |

|                                                |           |          |
| Yenne 29’ Eza 35’ Ambartsumyan 63’ Firmino 81’ | Marcatori | 66’ Díaz |

| Arbitro: | Gasparyan |

|  |           |                                                       |
|  | Marcatori | 1’, 47’ Firmino 3’ Yenne 53’ Ambartsumyan 90+1’ Akila |

| Arbitro: | Ghaltakchyan |

|                                       |           |  |
| Yenne 17’ Firmino 20’, 87’ Lima 90+2’ | Marcatori |  |

| Arbitro: | Gasparyan |

|           |           |                       |
| Salou 29’ | Marcatori | 18’ Firmino 28’ Yenne |

| Arbitro: | Mahtesyan |

|                           |           |                   |
| Lulukyan 18’ Serobyan 21’ | Marcatori | 78’ Eza 86’ Agdon |

| Arbitro: | Ghaltakchyan |

|              |           |  |
| Romércio 76’ | Marcatori |  |

| Arbitro: | Nalbandyan |

|  |           |                         |
|  | Marcatori | 13’, 42’ Eza 56’ Duarte |

| Arbitro: | Gasparyan |

|         |           |             |
| Eza 83’ | Marcatori | 21’ Juričić |

| Arbitro: | Gasparyan |

|           |           |                                 |
| Mijić 27’ | Marcatori | 30’ Pérez 37’ Alemão 77’ Jibril |

| Erevan 5 marzo 2023, ore 16:00 UTC+4 22ª giornata | Alaškert     | 0 – 0 referto | Ararat-Armenia | Stadio Alaškert\| Arbitro: \| Hovhannisyan \| |
| Arbitro:                                          | Hovhannisyan |               |                |                                               |

| Arbitro: | Nalbandyan |

|                  |           |  |
| Vidić 77’ (aut.) | Marcatori |  |

| Arbitro: | Manukyan |

|             |           |                                 |
| Gorelov 52’ | Marcatori | 89’ (rig.), 90+9’ (rig.) Alemão |

| Arbitro: | Gasparyan |

|                           |           |  |
| Eza 12’, 41’ Serobyan 59’ | Marcatori |  |

| Arbitro: | Manukyan |

|  |           |                              |
|  | Marcatori | 55’ (rig.) Alemão 79’ Jibril |

| Arbitro: | Hovhannisyan |

|                               |           |                |
| Yenne 28’ Simonyan 44’ (aut.) | Marcatori | 21’ Abrahamyan |

| Arbitro: | Nalbandyan |

|                        |           |                             |
| Serobyan 32’ Yenne 69’ | Marcatori | 86’ Özbiliz 90+4’ Grigoryan |

| Arbitro: | Gasparyan |

|                                      |           |                     |
| Juričić 61’, 90+4’, 90+6’ Dašyan 73’ | Marcatori | 42’ (rig.) Serobyan |

| Arbitro: | Hovhannisyan |

|                             |           |            |
| Ambartsumyan 32’ Jibril 50’ | Marcatori | 44’ Ransom |

| Arbitro: | Nalbandyan |

|  |           |             |
|  | Marcatori | 70’ Racines |

| Arbitro: | Mahtesyan |

|  |           |                      |
|  | Marcatori | 21’ Eza 90’ Ġazaryan |

| Arbitro: | Manukyan |

|                                              |           |               |
| Eza 26’ Serobyan 53’ Hakobyan 58’ Jibril 67’ | Marcatori | 15’ Ankudinov |

| Arbitro: | Ghaltakchyan |

|                           |           |                     |
| Vardanyan 22’ Igbokwe 67’ | Marcatori | 30’ (rig.) Serobyan |

| Erevan 1º giugno 2023, ore 18:00 UTC+4 35ª giornata | Ararat-Armenia | 0 – 0 referto | Lernayin Artsakh | Stadio dell'Accademia calcistica di Erevan\| Arbitro: \| Gasparyan \| |
| Arbitro:                                            | Gasparyan      |               |                  |                                                                       |

| Arbitro: | Nalbadyan |

|                         |           |                                                                        |
| Mirzoyan 36’ Eloyan 58’ | Marcatori | 31’ (rig.) Nondi 41’ (rig.) Yenne 45+2’ Hakobyan 47’ Tera 74’ Ġazaryan |

### Coppa d'Armenia
| Arbitro: | Mkrtchyan |

|  |           |                             |
|  | Marcatori | 31’, 54’, 83’ Eza 89’ Agdon |

| Arbitro: | Hovhannisyan |

|  |           |                                                       |
|  | Marcatori | 10’ Majrovič 75’ Churcidze 87’ Chl'obas 89’ Grigoryan |

### Conference League
| Erevan 21 luglio 2022, ore 19:00 UTC+4 Secondo turno preliminare - Andata | Ararat-Armenia | 0 – 0 referto | Paide | Stadio dell'Accademia calcistica di Erevan (1 400 spett.)\| Arbitro: \| Putros \| |
| Arbitro:                                                                  | Putros         |               |       |                                                                                   |

| Arbitro: | Sylwestrzak |

|                                             |                      |                           |
| Mošnikov Palumets Singhateh Saarma Tambedou | Tiri di rigore 5 – 3 | Alemão Lima Angulo Duarte |

## Statistiche

### Statistiche di squadra
| Competizione      | Punti | In casa | In casa | In casa | In casa | In casa | In casa | In trasferta | In trasferta | In trasferta | In trasferta | In trasferta | In trasferta | Totale | Totale | Totale | Totale | Totale | Totale | DR  |
| Competizione      | Punti | G       | V       | N       | P       | Gf      | Gs      | G            | V            | N            | P            | Gf           | Gs           | G      | V      | N      | P      | Gf     | Gs     | DR  |
| ----------------- | ----- | ------- | ------- | ------- | ------- | ------- | ------- | ------------ | ------------ | ------------ | ------------ | ------------ | ------------ | ------ | ------ | ------ | ------ | ------ | ------ | --- |
| Bardsragujn chumb | 76    | 18      | 12      | 4       | 2       | 33      | 10      | 18           | 11           | 3            | 4            | 37           | 17           | 36     | 23     | 7      | 6      | 70     | 27     | +43 |
| Coppa d'Armenia   | -     | 1       | 0       | 0       | 1       | 0       | 4       | 1            | 1            | 0            | 0            | 4            | 0            | 2      | 1      | 0      | 1      | 4      | 4      | 0   |
| Conference League | -     | 1       | 0       | 1       | 0       | 0       | 0       | 1            | 0            | 1            | 0            | 0            | 0            | 2      | 0      | 2      | 0      | 0      | 0      | 0   |
| Totale            | 76    | 20      | 12      | 5       | 3       | 33      | 14      | 20           | 12           | 4            | 4            | 41           | 17           | 40     | 24     | 9      | 7      | 74     | 31     | +43 |

### Andamento in campionato
| Giornata  | 1 | 2 | 3 | 4 | 5 | 6 | 7 | 8 | 9 | 10 | 11 | 12 | 13 | 14 | 15 | 16 | 17 | 18 | 19 | 20 | 21 | 22 | 23 | 24 | 25 | 26 | 27 | 28 | 29 | 30 | 31 | 32 | 33 | 34 | 35 | 36 |
| --------- | - | - | - | - | - | - | - | - | - | -- | -- | -- | -- | -- | -- | -- | -- | -- | -- | -- | -- | -- | -- | -- | -- | -- | -- | -- | -- | -- | -- | -- | -- | -- | -- | -- |
| Luogo     | T | C | T | T | C | T | C | T | C | C  | T  | C  | C  | T  | C  | T  | T  | C  | T  | C  | T  | T  | C  | T  | C  | T  | C  | C  | T  | C  | C  | T  | C  | T  | C  | T  |
| Risultato | P | N | V | N | V | V | V | V | V | P  | P  | V  | V  | V  | V  | V  | N  | V  | V  | N  | V  | N  | V  | V  | V  | V  | V  | N  | P  | V  | P  | V  | V  | P  | N  | V  |
| Posizione | 7 | 3 | 4 | 4 | 4 | 3 | 3 | 3 | 2 | 3  | 3  | 3  | 3  | 3  | 3  | 2  | 2  | 2  | 2  | 2  | 2  | 2  | 2  | 2  | 2  | 2  | 2  | 2  | 3  | 3  | 3  | 3  | 3  | 3  | 3  | 3  |

Legenda:

Luogo: C = Casa; T = Trasferta. Risultato: V = Vittoria; N = Pareggio; P = Sconfitta.

### Statistiche dei giocatori
Sono in corsivo i calciatori che hanno lasciato la società a stagione in corso.
| Giocatore        | Bardsragujn chumb | Bardsragujn chumb | Bardsragujn chumb | Bardsragujn chumb | Coppa d'Armenia | Coppa d'Armenia | Coppa d'Armenia | Coppa d'Armenia | Conference League | Conference League | Conference League | Conference League | Totale   | Totale | Totale      | Totale     |
| Giocatore        | Presenze          | Reti              | Ammonizioni       | Espulsioni        | Presenze        | Reti            | Ammonizioni     | Espulsioni      | Presenze          | Reti              | Ammonizioni       | Espulsioni        | Presenze | Reti   | Ammonizioni | Espulsioni |
| ---------------- | ----------------- | ----------------- | ----------------- | ----------------- | --------------- | --------------- | --------------- | --------------- | ----------------- | ----------------- | ----------------- | ----------------- | -------- | ------ | ----------- | ---------- |
| D. Abakumov      | 0                 | 0                 | 0                 | 0                 | 1               | -4              | 0               | 0               | 0                 | 0                 | 0                 | 0                 | 1        | -4     | 0           | 0          |
| Agdon            | 11                | 3                 | 1                 | 0                 | 2               | 1               | 0               | 0               | 2                 | 0                 | 1                 | 0                 | 15       | 4      | 2           | 0          |
| J. Akila         | 16                | 1                 | 2                 | 0                 | 1               | 0               | 0               | 0               | 0                 | 0                 | 0                 | 0                 | 17       | 1      | 2           | 0          |
| Alemão           | 24                | 5                 | 2                 | 0                 | 2               | 0               | 1               | 0               | 2                 | 0                 | 0                 | 0                 | 28       | 5      | 3           | 0          |
| A. Ambartsumyan  | 30                | 3                 | 7                 | 0                 | 2               | 0               | 0               | 0               | 1                 | 0                 | 0                 | 0                 | 33       | 3      | 7           | 0          |
| W. Angulo        | 5                 | 0                 | 1                 | 0                 | 2               | 0               | 0               | 0               | 1                 | 0                 | 0                 | 0                 | 8        | 0      | 1           | 0          |
| A. Avanesjan     | 30                | 1                 | 2                 | 0                 | 2               | 0               | 0               | 0               | 2                 | 0                 | 0                 | 0                 | 34       | 1      | 2           | 0          |
| M. Ayvazyan      | 1                 | 0                 | 0                 | 0                 | 0               | 0               | 0               | 0               | 0                 | 0                 | 0                 | 0                 | 1        | 0      | 0           | 0          |
| J. Bueno         | 23                | 0                 | 4                 | 0                 | 1               | 0               | 0               | 0               | 2                 | 0                 | 0                 | 0                 | 26       | 0      | 4           | 0          |
| J. Duarte        | 20                | 3                 | 5                 | 0                 | 2               | 0               | 0               | 0               | 2                 | 0                 | 1                 | 0                 | 24       | 3      | 6           | 0          |
| V. Ermakov       | 36                | -27               | 3                 | 0                 | 1               | 0               | 0               | 0               | 2                 | 0                 | 0                 | 0                 | 39       | -27    | 3           | 0          |
| W. Eza           | 33                | 13                | 2                 | 0                 | 2               | 3               | 0               | 0               | 1                 | 0                 | 0                 | 0                 | 36       | 16     | 2           | 0          |
| H. Firmino       | 23                | 9                 | 5                 | 0                 | 2               | 0               | 0               | 0               | 2                 | 0                 | 2                 | 0                 | 27       | 9      | 7           | 0          |
| G. Ġazaryan      | 21                | 2                 | 3                 | 0                 | 0               | 0               | 0               | 0               | 0                 | 0                 | 0                 | 0                 | 21       | 2      | 3           | 0          |
| H. Gong          | 10                | 0                 | 0                 | 0                 | 0               | 0               | 0               | 0               | 0                 | 0                 | 0                 | 0                 | 10       | 0      | 0           | 0          |
| E. Grigoryan     | 9                 | 0                 | 3                 | 0                 | 0               | 0               | 0               | 0               | 0                 | 0                 | 0                 | 0                 | 9        | 0      | 3           | 0          |
| H. Hakobyan      | 24                | 2                 | 5                 | 0                 | 1               | 0               | 0               | 0               | 1                 | 0                 | 0                 | 0                 | 26       | 2      | 5           | 0          |
| A. Hovhannissyan | 6                 | 0                 | 2                 | 0                 | 0               | 0               | 0               | 0               | 1                 | 0                 | 0                 | 0                 | 7        | 0      | 2           | 0          |
| T. Jibril        | 15                | 4                 | 0                 | 0                 | 0               | 0               | 0               | 0               | 0                 | 0                 | 0                 | 0                 | 15       | 4      | 0           | 0          |
| M. Lima          | 19                | 2                 | 3                 | 0                 | 2               | 0               | 1               | 0               | 2                 | 0                 | 1                 | 0                 | 23       | 2      | 5           | 0          |
| D. Lovrić        | 9                 | 0                 | 2                 | 0                 | 0               | 0               | 0               | 0               | 0                 | 0                 | 0                 | 0                 | 9        | 0      | 2           | 0          |
| S. Mkrtchyan     | 8                 | 0                 | 1                 | 0                 | 2               | 0               | 1               | 0               | 0                 | 0                 | 0                 | 0                 | 10       | 0      | 2           | 0          |
| K. Muradyan      | 34                | 0                 | 6                 | 0                 | 2               | 0               | 0               | 0               | 2                 | 0                 | 0                 | 0                 | 38       | 0      | 6           | 0          |
| A. Nondi         | 14                | 1                 | 6                 | 0                 | 0               | 0               | 0               | 0               | 0                 | 0                 | 0                 | 0                 | 14       | 1      | 6           | 0          |
| C. Pérez         | 8                 | 1                 | 1                 | 1                 | 0               | 0               | 0               | 0               | 0                 | 0                 | 0                 | 0                 | 8        | 1      | 1           | 1          |
| Romércio         | 14                | 2                 | 1                 | 0                 | 1               | 0               | 0               | 0               | 2                 | 0                 | 0                 | 0                 | 17       | 2      | 1           | 0          |
| A. Serobyan      | 15                | 5                 | 4                 | 0                 | 0               | 0               | 0               | 0               | 0                 | 0                 | 0                 | 0                 | 15       | 5      | 4           | 0          |
| E. Smbatyan      | 1                 | 0                 | 0                 | 0                 | 0               | 0               | 0               | 0               | 0                 | 0                 | 0                 | 0                 | 1        | 0      | 0           | 0          |
| M. Stamenković   | 4                 | 0                 | 0                 | 0                 | 1               | 0               | 0               | 0               | 0                 | 0                 | 0                 | 0                 | 5        | 0      | 0           | 0          |
| A. Tera          | 29                | 1                 | 5                 | 0                 | 0               | 0               | 0               | 0               | 2                 | 0                 | 1                 | 0                 | 31       | 1      | 6           | 0          |
| D. Terteryan     | 19                | 0                 | 5                 | 0                 | 1               | 0               | 0               | 0               | 0                 | 0                 | 0                 | 0                 | 20       | 0      | 5           | 0          |
| S. Udo           | 22                | 0                 | 3                 | 1                 | 1               | 0               | 0               | 0               | 2                 | 0                 | 0                 | 0                 | 25       | 0      | 3           | 1          |
| T. Yenne         | 34                | 10                | 3                 | 0                 | 1               | 0               | 0               | 0               | 2                 | 0                 | 0                 | 0                 | 37       | 10     | 3           | 0          |